# Jan Stefan Komorski
Jan Stefan Komorski herbu Szreniawa odmienna – chorąży malborski w latach 1663–1679, starosta jasieniecki.
Poseł sejmiku generalnego pruskiego na sejm 1661, 1662, 1664/1665, pierwszy sejm 1666 roku, sejm abdykacyjny 1668 roku. Poseł na sejm konwokacyjny 1668 roku z powiatów: gdańskiego i tczewskiego. Poseł powiatu świeckiego województwa pomorskiego z sejmiku malborskiego na sejm koronacyjny 1676 roku.